# Centro de Seguridad de la Información de Cataluña
El Centro de Seguridad de la Información de Cataluña (CESICAT, oficialmente y en catalán: Centre de Seguretat de la Informació de Catalunya) fue una fundación del sector público de la administración de la Generalidad de Cataluña.
Fue el organismo ejecutor del plan nacional de impulso de la seguridad en las tecnologías de la información y la comunicación (TIC) aprobado por el gobierno de la Generalidad de Cataluña el 17 de marzo de 2009. Este plan constaba de cuatro objetivos básicos: ejecutar la estrategia nacional de seguridad TIC, proteger las infraestructuras TIC críticas, promover un tejido empresarial catalán en seguridad TIC e incrementar la confianza y protección de la ciudadanía.
El CESICAT estaba ubicado en Hospitalet de Llobregat, Barcelona.
El CESICAT fue disuelto el 4 de junio de 2019 y sus funciones fueron asumidas por la Agencia de Ciberseguridad de Cataluña el 1 de enero de 2020.

## Patrones de la fundación
Los patrones de la fundación fueron:
- Generalidad de Cataluña
  - Departamento de gobernación
  - Secretaría de Telecomunicaciones y Sociedad de la Información
  - Departamento de Interior
  - Departamento de Innovación, Universidades y Empresa
  - Centro de Telecomunicaciones y Tecnologías de la Información de la Generalidad de Cataluña
- Agencia para la Competitividad de la Empresa
- Consorcio Administración Abierta de Cataluña
- Ayuntamiento de Reus
- Consejo de Cámaras de Comercio de Cataluña
- e-la Caixa
- Fundación Barcelona Digital
- Universidad Rovira i Virgili

## Vigilancia de activistas
En octubre de 2013 una filtración atribuida a Anonymous descubrió el seguimiento de la actividad política en Internet de varios ciudadanos por encargo de los Mozos de Escuadra. Según las filtraciones, que constaban de 38 documentos, las actividades de vigilancia incluyeron la monitorización de un fotógrafo, incluyendo datos personales suyas y una lista de clientes en un informe guardado en el ordenador personal de uno de los trabajadores del CESICAT. Las filtraciones centraban también su atención en varias movilizaciones sociales como la conmemoración del primero de mayo, la campaña No quiero pagar, el rechazo a la cumbre del BCE en Barcelona, las caceroladas contra La Caixa o la celebración del primer aniversario del 15-M.